# 江崎善左衛門
江崎 善左衛門（えざき ぜんざえもん、文禄2年5月5日（1593年6月4日） - 延宝3年3月26日（1675年4月20日））は、江戸時代初期の郷士。治水、新田開拓功労者である。幼名は新四郎、名は了也。入鹿六人衆の1人である。 

## 概要
文禄2年（1593年）に尾張国春日井郡小牧村（現在の愛知県小牧市）で生まれた。名古屋から中山道へ通じる木曽街道小牧宿の開設に尽力、本陣を勤めた。
寛永10年（1633年）、同じ小牧出身の鈴木久兵衛らとともに、尾張藩の許可を得て入鹿池を築造し、新田を大きく開いた。この行いにより苗字帯刀を許された。木曽川の分流である合瀬川や春日井原の開発も行った。延宝3年（1675年）に亡くなるまで様々なところの開発を行った。墓は愛知県小牧市の西林寺にある。
昭和3年（1928年）、従五位を追贈された。

## 新田開発
小牧・春日井地区の台地は水不足に苦しんでいた。子と土地の入鹿（現在の愛知県小牧市）が低湿地であることに目を付けた善左衛門は1633年（寛永10年）に大きなため池を完成させた。この入鹿池の水で1400haの農地が開発された。